# Liechtensteiner-Cup 1966-1967
La Liechtensteiner-Cup 1966-1967 è stata la 22ª edizione della coppa nazionale del Liechtenstein conclusa con la vittoria finale del Vaduz, al suo tredicesimo titolo e secondo consecutivo.
Della competizione è noto solo il risultato della finale.

## Finale
| Vaduz | Vaduz | 2 – 1 | FC Triesen |  |